# エベン・モグレン

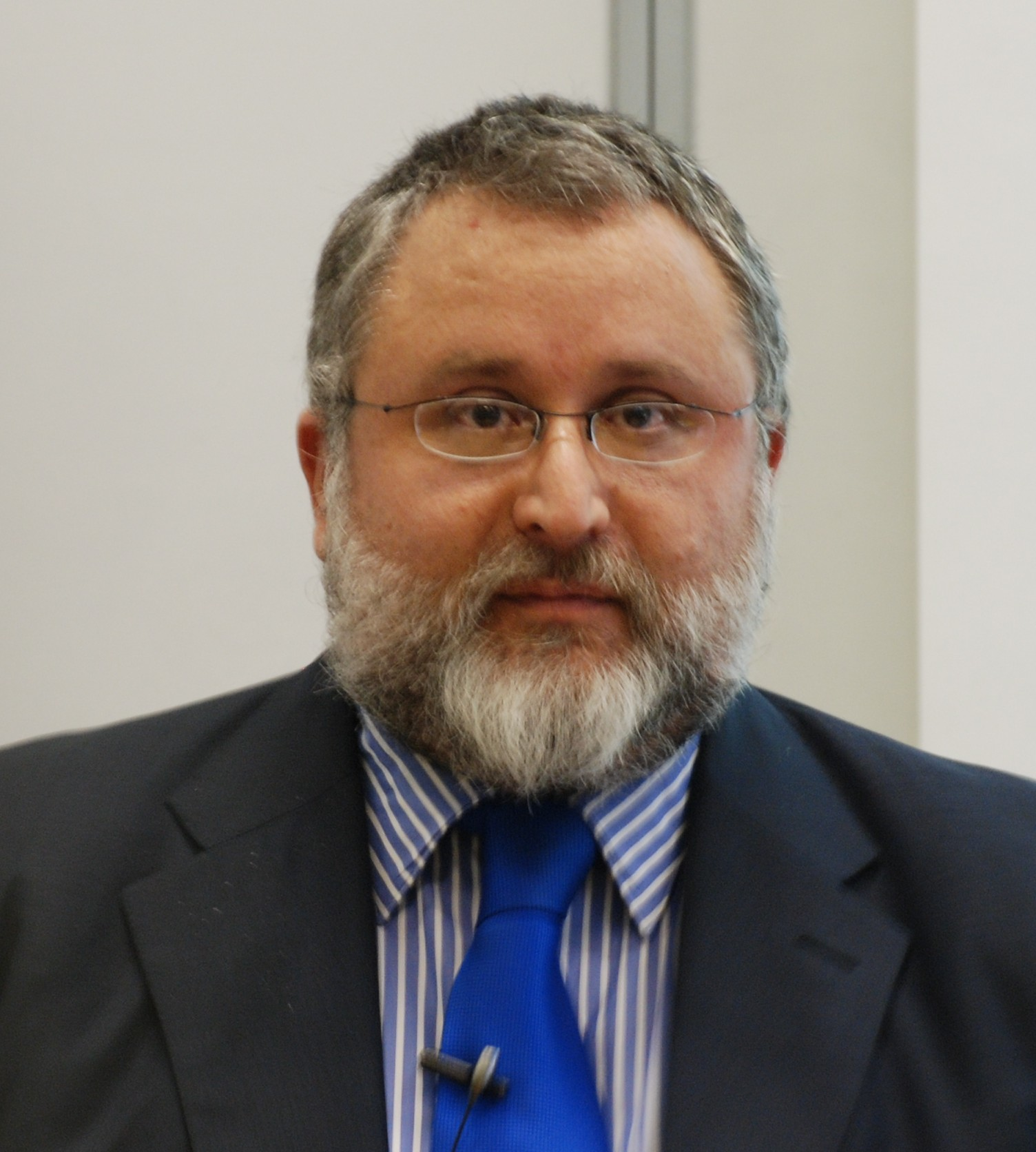
エベン・モグレン（2007年）

エベン・モグレン（英語: Eben Moglen, 1959年7月13日 - ）は、アメリカ合衆国・コロンビア大学の教授である。専門は法・法制史。知的財産権を専門とする弁護士でもある。フリーソフトウェア財団（Free Software Foundation, FSF）を初めとする自由ソフトウェア・オープンソースソフトウェアの開発を行う多くの非営利団体や個人をプロボノで援助する法的組織、Software Freedom Law Center（SFLC）を共同で設立し、2011年現在その理事・顧問（Director-Counsel）並びに議長（Chairman, 代表）を務めている。2007年までFSFの顧問弁護士（法律顧問）であった。
リチャード・ストールマンらとともに、FSFのGNU General Public Licenseバージョン3（GNU GPL v3）の起草者並びに著作者である。

## 職歴
IBMのコンピュータプログラミング言語の設計者として、まず最初の職歴を刻んでいる。その後、彼はスワースモア大学で学び、在学中にフィリップ・M・ヒックス賞の文芸評論部門（"Philip M. Hicks Prize for Literary Criticism"）を受賞している。1980年、同大学で学士号を取得した。1985年にはイェール大学でジュリス・ドクター（Juris Doctor, JD）と歴史学のMaster of Philosophy（M.Phil.）を授与されている。1987年からは、ハーバード大学、テルアビブ大学、バージニア大学に講師として招聘されている。
1986年から1987年まで、サーグッド・マーシャル判事のロー・クラークを務めた。1987年、彼はコロンビア・ロー・スクールに入学し、1988年、ニューヨークにて弁護士資格を得た。彼は1993年にイェール大学にて歴史学のPh.D.も授与されている。
モグレンは、米国の特許制度の乱用を監視する非営利団体、Public Patent Foundationの理事（Director）を務めていた。
また、米国の暗号輸出規制の真っ只中、公開鍵暗号システムの実装であるPretty Good Privacy（PGP）を作成したフィル・ジマーマン（Phil Zimmermann）が当局の取り調べを受けたことに対し、彼の弁護士を務めていた。
2003年には、電子フロンティア財団（Electronic Frontier Foundation, EFF）のEFF Pioneer Awardを受賞している。
2005年2月、Software Freedom Law Center（SFLC）を設立した。
モグレンとFSFとの関係は深く、1994年からは首席（法務）顧問（General counsel）、2000年から2007年までは理事を務めていた。顧問としてのモグレンの仕事は、FSFの法的な代理人として、GNU General Public License（GPL）の強制（エンフォースメント）に関する任務であった。のちに彼はGPLv3の草稿策定作業にも深く関与するようになった。2007年4月23日、彼はFSFの理事を退く旨の記事をブログに書いた。モグレンはGPLv3草稿第3版を公開した後は、執筆活動や教育そしてSFLCの活動により注力したい旨語った。

### FreedomBox Foundation
2011年2月、モグレンはFreedomBoxと呼ばれる非常に小さいサーバ用のソフトウェアの設計のため、FreedomBox Foundationという団体を創設した。この団体は、小規模な家庭用コンピュータ単位でありかつ自律動作する、大規模な分散型ソーシャル・ネットワークを構築する為の自由ソフトウェアを作成する事を目標に掲げている。FreedomBoxは全て自由ソフトウェアで稼動しかつ諜報対策、防諜用に秘匿通信を可能にする安価な個人用サーバである。同財団創設の目的にはFreedomBoxのソフトウェア開発並びに展開のため資金調達を行うことも含まれている。モグレンは同年内に公式にFreedomBoxを立ち上げられるようにするため、500,000ドル以上を調達することを望んでいる。

## 自由ソフトウェアに対する姿勢
モグレンは、情報技術機器に取り囲まれ依存している我々が、民主主義と自由社会を成立させるには、自由ソフトウェアが必要不可欠な要素であると主張する。彼は、これら機器が自由ソフトウェアの導入によりすべてオープンとなること以外に、ひとしく勢力均衡を図ることはできないと述べる。
ファラデーの法則の喩えから導かれた、モグレンの結論は、インターネットを介し接続される人類の思考における情報の発現と潮流は電磁誘導に類似する、というものである。それ故、彼は、「抵抗者よ、立ち上がれ!」（Resist the resistance!）、「情報の流れを堰き止めるものを排除せよ」などというフレーズを残している。

## 主張と展望

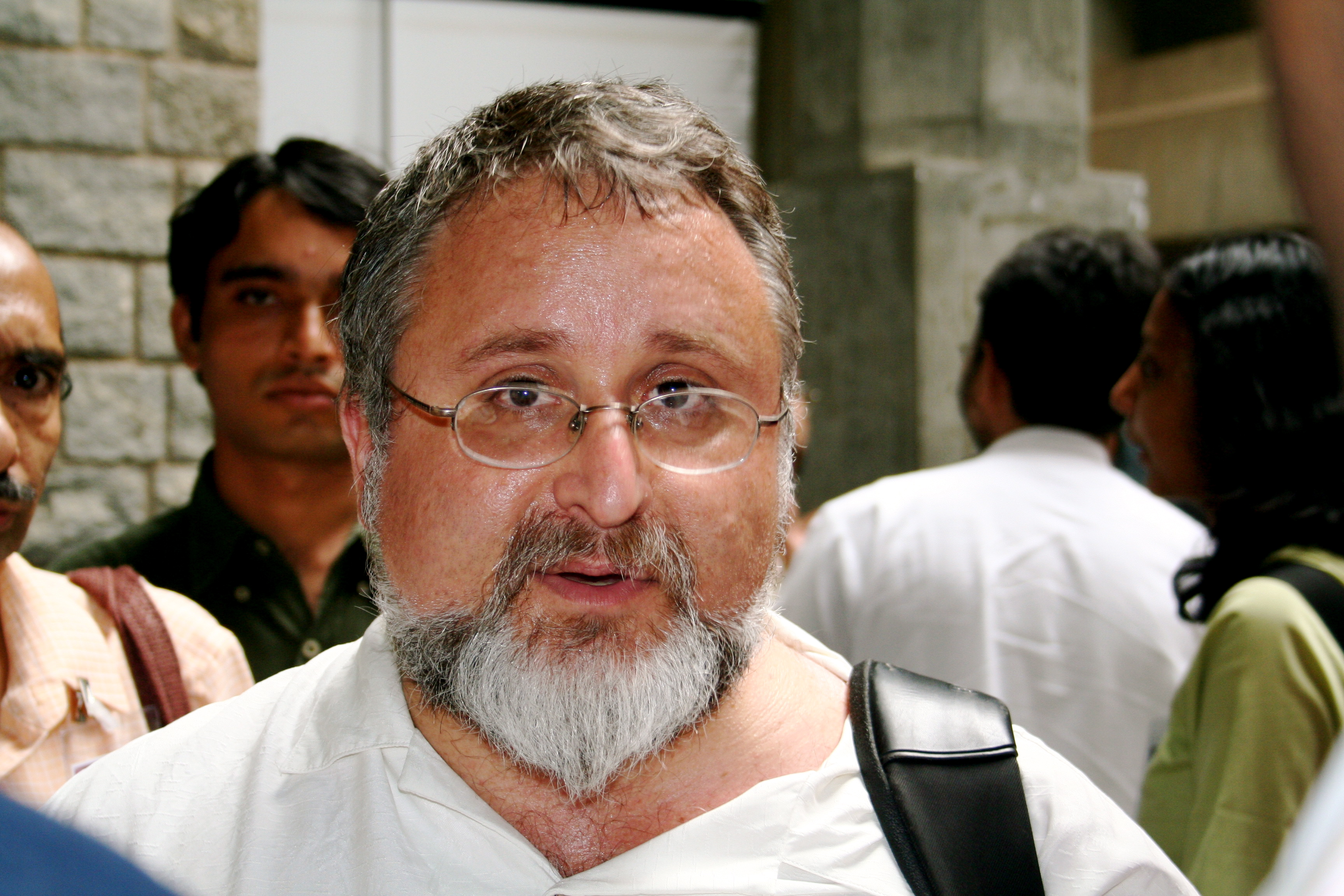
2006年、インド・ベンガルールで開催されたGPLv3カンファレンスでのモグレン。

2006年、インド・ニューデリーで語ったところによれば、彼は、「複製される価値のあるものは皆共有される価値がある」（Anything that is worth copying is worth sharing.）という意見を述べている。また別の引用では「我々が多くのものを投げうてばうつほど、我々はより富めるのだ」（The more we give away, the richer we become.）、そして、インド・イラーハーバード高等裁判所（Allahabad High Court）のある判事による自由ソフトウェア/オープンソースソフトウェアについての課題に関する講演を聞いた後、彼は「我々の仲間である判事の将来に関し、自由ソフトウェアとのほんのわずかな出会いでさえも、如何にして一人の人間を勇気づけることができるのかということに注意してもらいたい」（Note how even the smallest encounter with Free Software can make a man cheerful about the future of our judge）と述べた。
モグレンは、プロプライエタリソフトウェアの概念は、プロプライエタリ数学・プロプライエタリ幾何学などを作り出すことと同じほど滑稽であると考えている。そのような概念は、「学ぶことのできるなにか」から「買わなければならないなにか」へと問題を変えてしまっている、と彼は主張する。彼はソフトウェアというのは、とりわけ、「コストをまったく掛けずに、何度も何度も無限にコピーできるもの」である、と指摘する。
モグレンは、彼が「利己主義の権化」であると呼んだものについて批判し続けている。彼は、「ユーザーが把握できない、修復できない、そして利用できないコンピュータで埋め尽くされた世界（容易にアクセスできないプロプライエタリソフトウェアで支配された世界）など機械に支配されたも同然である。」と話している。
彼は弁護士たちに、自由ソフトウェア運動を支えるよう訴え続けている。曰く、「コードを共有したいと考える人々が、余計な法的リスクなしに、製品を作り、著作物を共有できるようにしなければならない。」と。彼は同僚の法曹関係者に対し、「すべてに声をあげる為には、少しの諦めも必要だ。共有の概念について真摯に考えよう。」と力説する。
モグレンは、「人々から智を剥奪すること」に帰着させる流行に対し、批判し続けている。自由ソフトウェアとプロプライエタリソフトウェアの対立においては、「負け組に立つ少数のものに、大多数の人々は文句を言い続けられるだろう。」と、彼は述べている。モグレンは、ソフトウェアのソースコード「を作り出した人々とそれを利用するユーザー双方を思慮深く尊重すること」を求めている。一般的に、この考え方は、メディア、流通チャネル、そしてソフトウェアを特権的に所有するものへの「革命」であるとモグレンが定義づける概念の一部である。2009年3月13日、シアトル大学で行った講演のなかで、モグレンは、自由ソフトウェア運動について、言論の自由との関連から次のように述べている、「『皆が報道機関を所有したとすれば、報道の自由は皆に属することとなる。』、この推論はもっともらしく見える。我々が活動を続け、報道機関・出版社がそのような活動に違和感無く慣れ親しむようになれば、彼らが我々になり、我々が彼らになる。事実、アメリカ合衆国憲法修正第一条は次を意味する: 議会は、（中略）言論・報道の自由を制限する法を定めてはならない（後略）。20世紀の過程の中で、とかく主張されがちだったが決して次のような意味ではない: 議会は、ザルツバーガー家に背いて、神聖なる彼らの権利を侵害する法律を作ってはならない、と。」
デジタル著作権管理（Digital Rights Management, DRM）に関するテーマでは、モグレンはかつてこう述べていた、「我々は、また、何かをいじくり回す権利をほぼ実質的に失いつつある世界に住んでいる。これは、映画会社や音楽企業が食い物にしているに違いないからだそうだ。私も彼らが食い物にしているに違いないと認める。しかし、例えば私のような人間は、彼らは少し食い扶持を減らすべきだと考える。」。